# Кочубей, Василий Викторович
Князь Васи́лий Ви́кторович Кочубе́й (1 (13) января 1812—10 (22) января 1850) — статский советник (1846), камергер (1845), археолог и нумизмат из малороссийского дворянского рода Кочубеев. Действительный член Русского археологического общества.

## Биография
Сын князя Виктора Павловича Кочубея и Марии Васильевны Васильчиковой. Был крещён 16 января 1812 года в церкви Св. Двенадцати апостолов при Главном управлении почт и телеграфов,  крестник рядового в отставке Ивана Ивановича Соколова. По отзыву современника, все дети Кочубея были очень красивы и представительны, но Василий был лучше всех и неизмеримо превосходил своих братьев истинно барским благородством.

С 1827 года он служил в Коллегии иностранных дел, с дипломатическими поручениями направлялся в Дрезден, Лондон и Константинополь. Затем был сотрудником Азиатского департамента МИД (1835—1843). В 1845—1848 годах служил в Канцелярии наместника на Кавказе графа М. С. Воронцова. 7 апреля 1846 года произведен в статские советники. Был помощником попечителя Санкт-Петербургского учебного округа в 1848—1850 годах. Скончался в январе 1850 года от туберкулёза, по этому поводу А. О. Россет писал:
Он кашлял восемь месяцев, пренебрегал кашлем и нажил чахотку; его лечили Миновский и Мандт; они поправили его на время; но с самого начала сказали, что надежды нет.
 Похоронен в семейной усыпальнице в Диканьке. 
Уже с десятилетнего возраста Кочубей собирал монеты, сначала древние, а затем — только греческие и Боспорского царства, и добился того, что его коллекция, по числу и редкости экземпляров (монеты Фарнака, Ольвии, Пантикапеи и пр.), стала лучшим частным минцкабинетом в России. Редчайшие и любопытнейшие монеты своего собрания он сам описал и напечатал для них в Париже 20 таблиц. Эта опись издана вдовой Кочубея: «Описание музеума покойного князя В. В. Кочубея» (составлено по его рукописному каталогу), к которому приложено «Исследование об истории и нумизматике греческих поселений в России, равно как царств Понтийского и Босфора Киммерийского», написанное бароном Кёне (СПб., 1856). Одновременно, он собирал коллекции серебра, фарфора, картин. Его библиотека, насчитывавшая 5 тысяч томов, в 1870-х годах была передана Харьковскому университету.
В честь Василия Кочубея был назван вид растений рода Ariocarpus — Ariocarpus kotschoubeyanus.

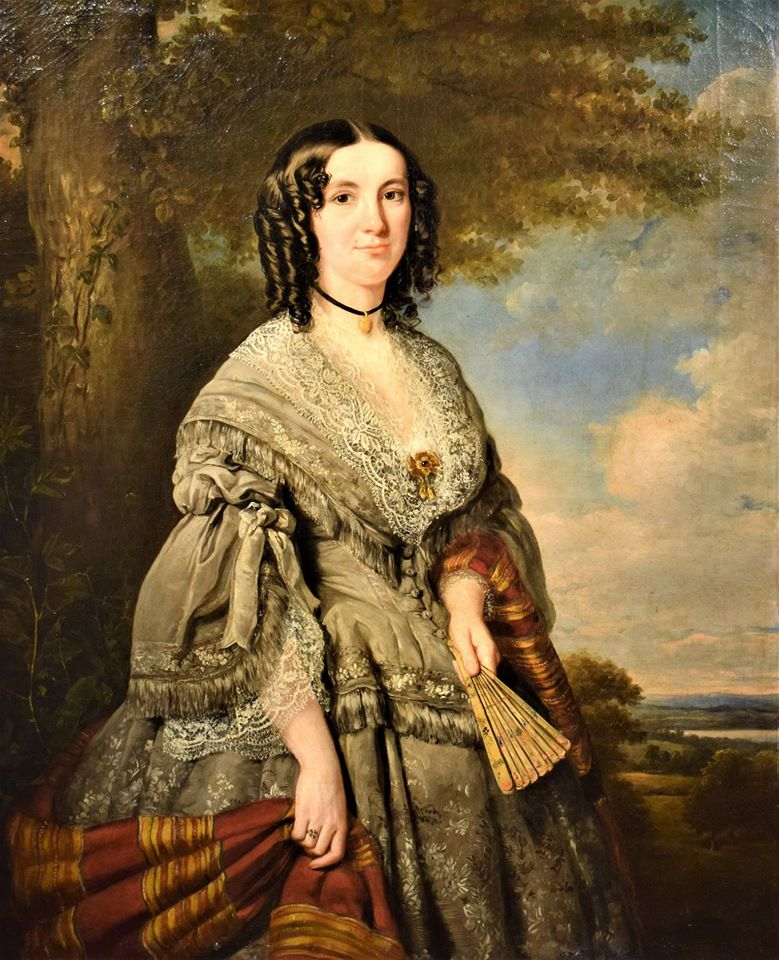
Елена Павловна Кочубей

## Брак и дети
Жена (с 19 сентября 1847 года; Висбаден) — Елена Павловна Бибикова (1812—1888), вдова князя Э. А. Белосельского-Белозерского и падчерица А. Х. Бенкендорфа. Считалась одной из первых светских красавиц и законодательницей всей великосветской квинтэссенции. Занимала видное положение при дворе: фрейлина, статс-дама и обер-гофмейстерина. В 1876 году была награждена орденом Св. Екатерины (меньшого креста). В браке родились две дочери:
- Мария (1848—1894) — супруга генерал-лейтенанта Петра Павловича Дурново (1835—1918);
- Елена (1850—1906) — супруга Павла Александровича Всеволожского (1839—1898). После смерти мужа она над его могилой выстроила Храм Спаса Нерукотворного Образа.